# Вусачик-карілія
Самоцвітик (лат. Carilia Mulsant, 1863) — рід жуків з родини Скрипунових. Відповідно до сучасних даних молекулярної філогенії рід Самоцвітик (Carilia) є самостійним родом і типовим родом триби Самоцвітцеві

## Види
- Gaurotes adelpha Ganglbauer, 1889
- Gaurotes atricornis Pu, 1992
- Gaurotes atripennis Matsushita, 1933
- Gaurotes filiola Holzschuh, 1998
- Gaurotes glabratula Holzschuh, 1998
- Gaurotes glabricollis Pu, 1992
- Gaurotes otome Ohbayashi, 1959
- Gaurotes pictiventris Pesarini & Sabbadini, 1997
- Gaurotes pilipennis Holzschuh, 2016
- Gaurotes tibetana Podaný, 1962
- Gaurotes tuberculicollis (Blanchard, 1871)
- Самоцвітик дівочий – Carilia virginea (Linnaeus, 1758)

## Поширення
Усі види роду розповсюджені на Далекому Сході. Лише один вид — Carilia virginea, — поширений у Європі.
В Україні поширений лише 1 вид, який типово населяє Карпати і спорадично трапляється на Поліссі:
- Самоцвітик дівочий – Carilia virginea (Linnaeus, 1758)